# Leptoneta crypticola
Espèce
Synonymes
- Leptoneta crypticola simplex Fage, 1913
- Leptoneta franciscoloi Caporiacco, 1950

Leptoneta crypticola est une espèce d'araignées aranéomorphes de la famille des Leptonetidae.

## Distribution
Leptoneta crypticola crypticola est endémique des Alpes-Maritimes en Provence-Alpes-Côte d'Azur en France. Elle se rencontre dans la grotte d'Albarea à Sospel, dans la grotte d'Arena à Aspremont, dans la grotte du Chat à Daluis et à Saint-Martin-Vésubie. Leptoneta crypticola franciscoloi est endémique de Ligurie en Italie.

## Liste des sous-espèces
Selon World Spider Catalog (version 17.5, 10/11/2016) :
- Leptoneta crypticola crypticola Simon, 1907
- Leptoneta crypticola franciscoloi Caporiacco, 1950

## Systématique et taxinomie
La  sous-espèce Leptoneta crypticola simplex a été placée en synonymie avec la sous-espèce nominale par Dresco en 1987.

## Publications originales
- Simon, 1907 : Araneae, Chernetes et Opiliones (Première série). Biospeologica. III. Archives de zoologie expérimentale et générale, sér. 4, vol. 6, no 2, p. 537-553 (texte intégral).
- Caporiacco, 1950 : Aracnidi cavernicoli liguri. Annali del Museo civico di storia naturale Giacomo Doria, vol. 64, p. 101-110.